# Château d'Itami
Le château d'Itami (伊丹城, Itami-jō), aussi connu sous le nom de château d'Arioka, se trouve à Itami, préfecture d'Hyōgo au Japon.

## Histoire
Le château pourrait avoir été construit par le clan Itami de l'époque Nanboku-chō. Araki Murashige l'agrandit en 1574 et il devient l'un des plus grands châteaux de la région. Le château tombe aux mains d'Oda Nobunaga en 1579 puis est détruit par Ikeda Motosuke, un général de division de Nobunaga.

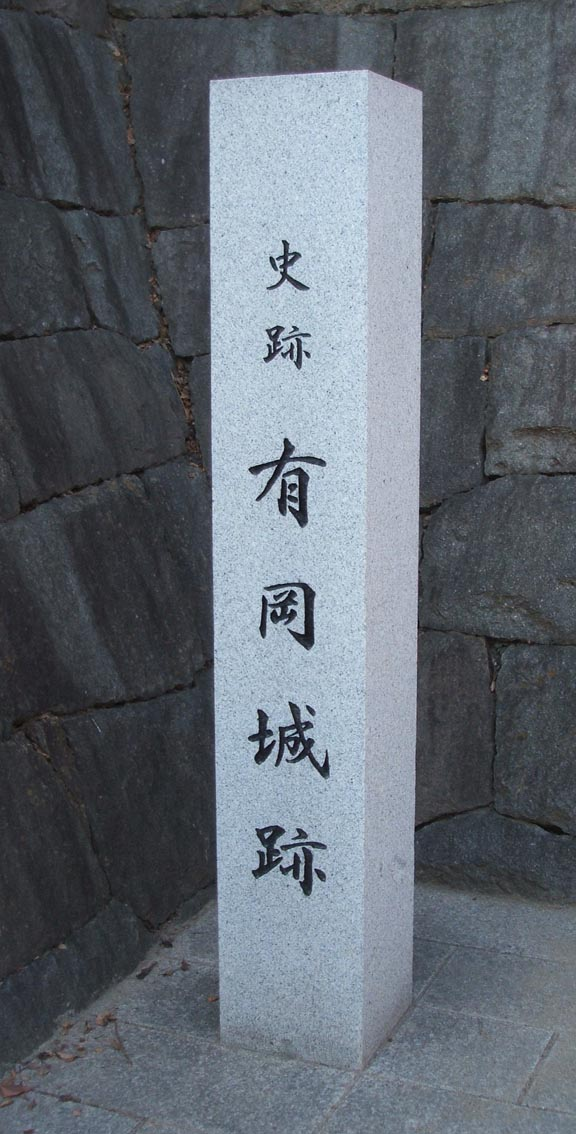
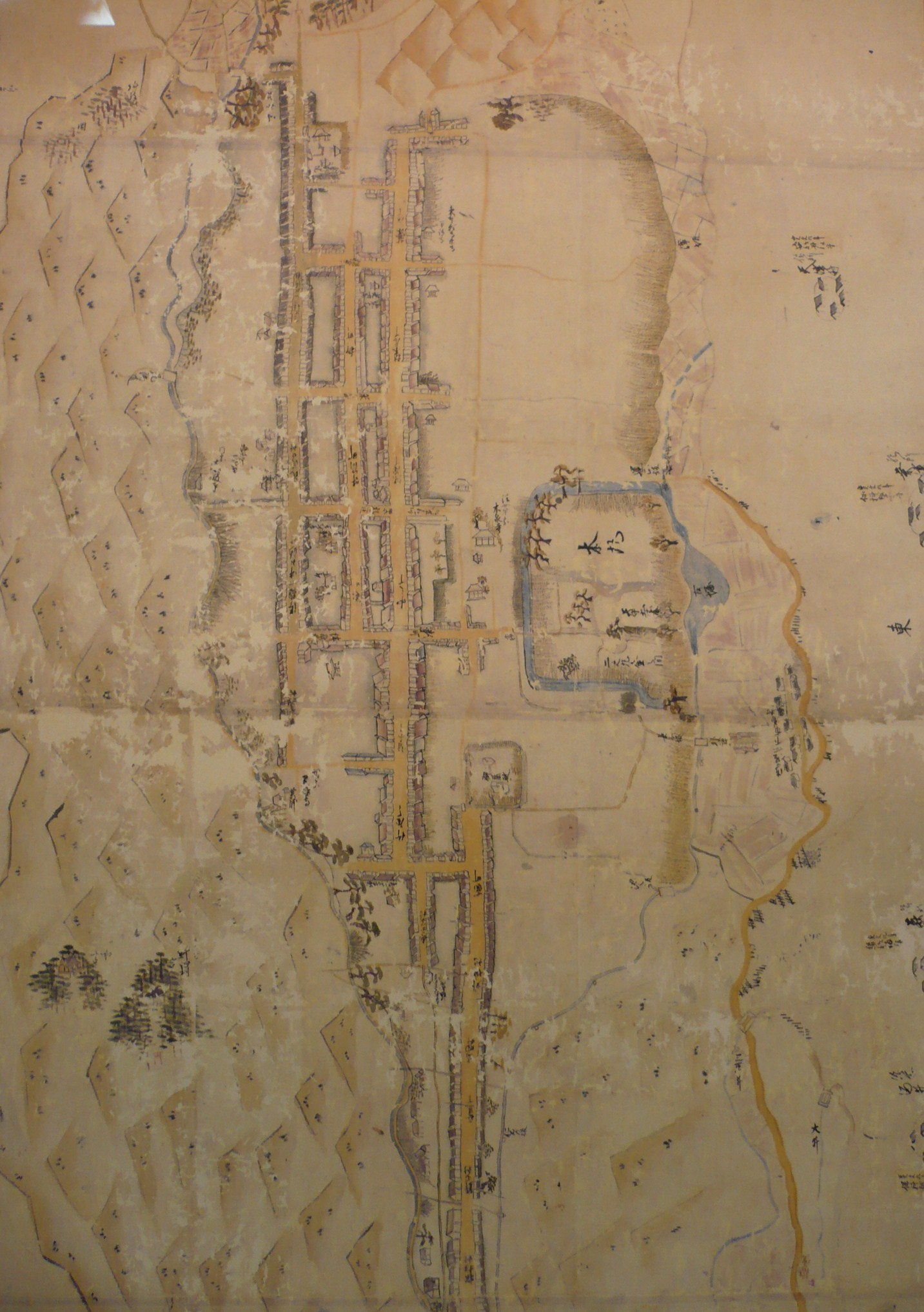
Ancien plan du château.